# 6 km (obwód wołogodzki)
6 km (ros. 6 км) – osiedle w Rosji, w rejonie charowskim obwodu wołogodzkiego. W 2010 r. liczyło 11 mieszkańców.